# Stora Kvarnsjön, Halland
Stora Kvarnsjön är en sjö i Halmstads kommun i Halland och ingår i Nissans huvudavrinningsområde. Sjön är 4,7 meter djup, har en yta på 0,032 kvadratkilometer och befinner sig 145 meter över havet.